# Ken Ludvig
Ken Ludvig je američki dramski pisac i pozorišni reditelj.

## Biografija
Rođen je u Jorku, Pensilvanija. Otac mu je bio lekar a majka je pevala kao deo hora u komadima na Brodveju.
Završio je srednju školu u rodnom gradu i diplomirao na Haverford koleždu, Univerzitetu Harvard, Pravnom fakultetu Univerziteta Harvard i Triniti koledžu Univerziteta Kembridž.
Njegov prvi komad postavljen na Brodveju Lend Me a Tenor (1989), kritičar New York Times-a Frenk Rajh je nazvao jednom od dve najveće farse sada aktivnih pisaca.  Komad je osovojio Tri Toni nagrade i nominovan je za još devet.
Dela su mi izvođena u preko 30 država na 20 jezika.
Na zahtev Agata Kristi Estejt adaptirao je Ubisto u orijent ekspresu za scenu.
Pored pisanja, bavi se pravom.
Ludvigov komad Prevaranti u suknji deo je repertoara Knjaževsko-srpskog teatra.

## Dela

### Komadi
- Be My Baby
- Dear Jack, Dear Louise[6]
- The Gods of Comedy [7]
- Leading Ladies
- Lend Me a Tenor
- Moon Over Buffalo
- Postmortem
- Shakespeare In Hollywood (2003)[8]
- The Fox on the Fairway
- Midsummer/Jersey[9]
- Murder on the Orient Express
- The Game's Afoot[10]
- Twentieth Century[11]
- 'Twas the Night Before Christmas[12]
- The Three Musketeers[13]
- Treasure Island[14]
- The Beaux' Stratagem[15]
- Tiny Tim's Christmas Carol[16]
- Baskerville: A Sherlock Holmes Mystery[17]
- A Comedy of Tenors[18]
- Sherwood: The Adventures of Robin Hood[19]

### Mjuzikl
- Crazy for You (1992)
- Sullivan and Gilbert (1998)
- The Adventures of Tom Sawyer (2001)
- An American in Paris (2008)[20]